# Дигидрофосфат бария
Дигидрофосфат бария — неорганическое соединение, 
кислая соль металла бария и ортофосфорной кислоты с формулой Ba(H2PO4)2,
бесцветные кристаллы,
растворяется в воде,
образует кристаллогидрат.

## Получение
- Действие избытка фосфорной кислоты на гидроксид бария Ba(OH)_2 + 2H_3PO_4 = Ba(H_2PO_4)_2 + 2H_2O } но этот способ не единственный

## Физические свойства
Дигидрофосфат бария образует бесцветные кристаллы.
Растворяется в воде.
Образует кристаллогидрат состава Ba(H2PO4)2•0,5H2O.